# Shelly Miscavige
Michele "Shelly" Diane Miscavige (geboren Barnett; op 18 januari 1961) is een prominent lid van de Scientologykerk en de Sea Org. Ze is getrouwd met Scientology-leider David Miscavige, en is voor het laatst in het openbaar gezien in augustus 2007. Haar man en de kerk ontkennen dat ze vermist is.
Sinds ze van het toneel verdween is ze het onderwerp geweest van speculatie en vragen over haar verblijfplaats en welzijn. In 2012 reageerden Scientology-advocaten die zich voordeden als haar vertegenwoordigers door te zeggen dat ze slechts een leven leidde buiten de publiciteit en dat ze toegewijd was aan de Scientologykerk. In augustus 2013 deed actrice Leah Remini, een voormalig scientologe en criticus van de organisatie, aangifte bij de afdeling vermiste personen bij de LAPD. Binnen een paar dagen na ontvangst van het rapport verklaarde de LAPD dat ze Miscavige hadden gelokaliseerd en dat de zaak werd gesloten.